# Francesco Tomei
Francesco Tomei (Lucca, 19 de mayo de 1985) es un ciclista italiano ya retirado.

## Palmarés
No ha conseguido ninguna victoria como profesional

## Resultados en Grandes Vueltas
| Carrera | Carrera         | 2007 | 2008 | 2009 | 2010 |
| ------- | --------------- | ---- | ---- | ---- | ---- |
|         | Giro de Italia  | —    | —    | —    | —    |
|         | Tour de Francia | —    | —    | —    | —    |
|         | Vuelta a España | —    | —    | Ab.  | —    |

-: no participa

Ab.: abandono